# Japan Open Tennis Championships 1973
Il Japan Open Tennis Championships 1973 è stato un torneo di tennis. È stata la 1ª edizione del Japan Open Tennis Championships, che fa parte del Commercial Union Assurance Grand Prix 1973. Il torneo si è giocato sul cmento a Tokyo in Giappone, dall'8 al 14 ottobre 1973.

## Campioni

### Singolare maschile
Ken Rosewall ha battuto in finale  John Newcombe con il punteggio di 6–1, 6–4

### Doppio maschile
Malcolm Anderson /  Ken Rosewall hanno battuto in finale  Colin Dibley /  Allan Stone con il punteggio di 7–5, 7–5